# Fryderyk Ferdynand ze Szlezwika-Holsztynu-Sonderburga-Glücksburga
Fryderyk Ferdynand ze Szlezwika-Holsztynu-Sonderburga-Glücksburga (niem. Friedrich Ferdinand Georg Christian Karl Wilhelm von Schleswig-Holstein-Sonderburg-Glücksburg, ur. 12 października 1855 w Kilonii; zm. 21 stycznia 1934 w Przemkowie) – książę Szlezwika-Holsztynu-Sonderburga-Glücksburga.

## Życiorys

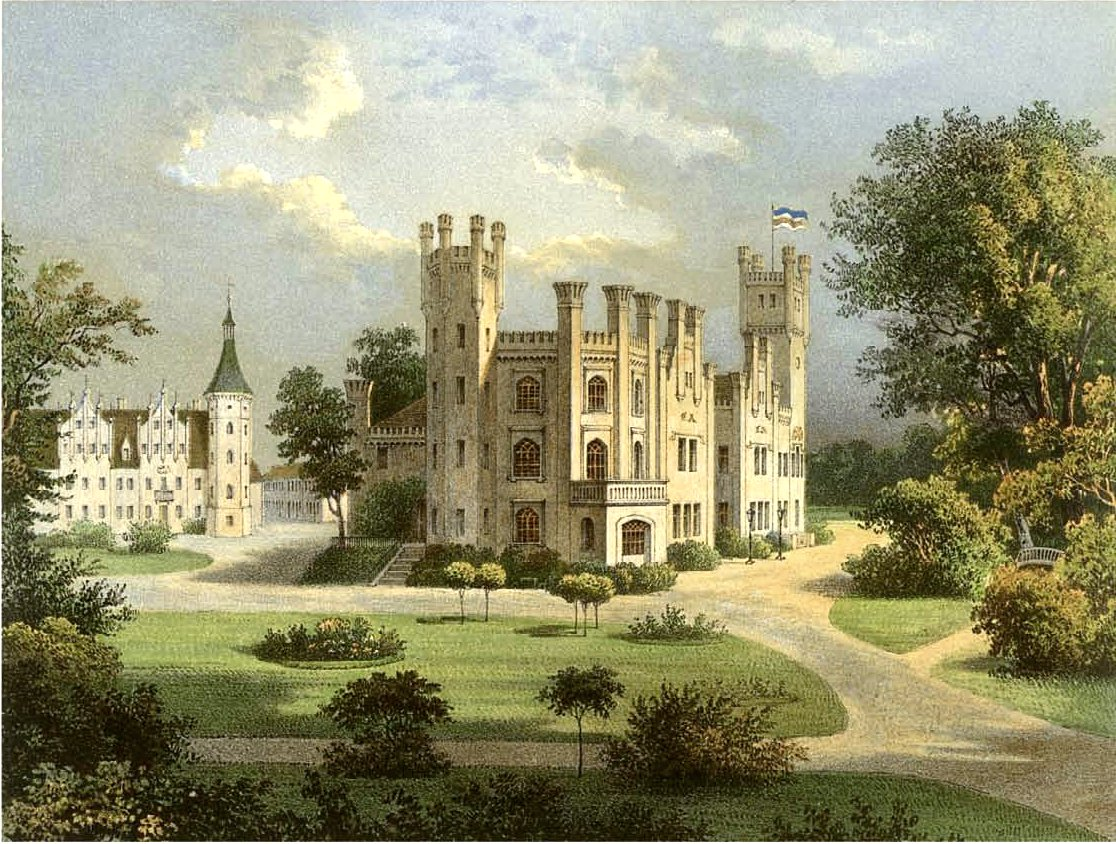
Zamek Przemków rok 1860

Fryderyk Ferdynand był synem księcia Fryderyka ze Szlezwika-Holsztynu-Sonderburga-Glücksburga (1814–1885) i księżniczki Adelajdy Krystyny zu Schaumburg-Lippe (1821–1899), drugiej córki księcia Jerzego Wilhelma zu Schaumburg-Lippe (1784–1860) i księżniczki Idy Karoliny z Waldeck-Pyrmont (1796–1869). Odebrał staranne i wszechstronne wykształcenie. Po śmierci ojca 27 listopada 1885 roku został ostatnim księciem panującym rodziny ze Szlezwika-Holsztynu-Sonderburga-Glücksburga. 
Był właścicielem Przemkowa. Prawa do miasta nabył po bezpotomnej śmierci księcia Alberta ze Szlezwika-Holsztynu-Sonderburga-Glücksburga w 1931 roku. 

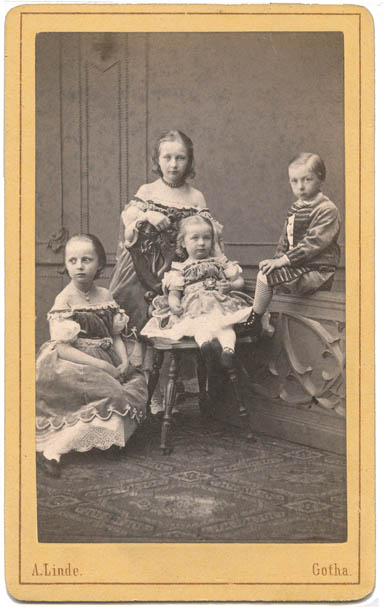
Kolejno od lewej do prawej: Księżniczki Karolina Matylda, Augusta Wiktoria, Luiza Zofia oraz Książę Ernest Ginter rok 1869

## Małżeństwo i rodzina
Dnia 19 marca 1885 poślubił w Lubsku Łużyce Dolne księżniczkę Wiktorię Fryderykę Augustę Marię Karolinę Matyldę ze Szlezwika-Holsztynu (1860–1932), córkę księcia Fryderyka VIII von Szlezwika-Holsztynu-Sonderburga-Augustenburg (1829–1880) i księżniczki Adelajdy zu Hohenlohe-Langenburg (1835–1900). Karolina Matylda była młodszą siostrą cesarzowej Augusty Wiktorii, żony Wilhelma II. Fryderyk Ferdynand i Karolina Matylda doczekali się sześciorga dzieci: 
- Wiktoria Adelajda (1885–1970)

∞ 1905 książę Karol Edward z Saksonii-Coburga-Gothy (1884–1954)
- Aleksandra Wiktoria Augusta (1887–1957)

∞ 1908–1920 August Wilhelm Hohenzollern (1887–1949)
∞ 1922–1933 Arnold Rümann (1884–1951)
- Helene Adelheid (1888–1962)

∞ 1909 książę Harald (książę Danii) (1876–1949)
- Adelheid Luise (1889–1964)

∞ 1914 książę Fryderyk III zu Solms-Baruth (1886–1951)
- Wilhelm Fryderyk Chrystian (1891–1965)

∞ 1916 księżniczka Maria Melita Leopoldyna zu Hohenlohe-Langenburg (1899–1967)
- Wiktoria Irena Adelajda (1894–1972)

∞ 1920 hr. Jan zu Solms-Baruth (1893–1972)